# Дорфман, Яков Григорьевич
Яков Григорьевич Дорфман (26 марта 1898, Санкт-Петербург — 5 ноября 1974, Ленинград) — советский физик, специалист в области магнетизма, физики твёрдого тела и истории физики.

## Биография
Родился в Петербурге в семье врача, специалиста по венерическим болезням Григория (Герша) Яковлевича Дорфмана (1863—1924) и Регины Семёновны Дорфман (?—1942). Сестра — Елизавета Григорьевна Дорфман (1900—1942), художник. В 1915 году после окончания с золотой медалью классической гимназии (Реформатское училище) поступил на электромеханический факультет Петербургского политехнического института (ППИ). В 1916 году, ещё будучи студентом, он приступил к исследовательской работе в лаборатории, руководимой А. Ф. Иоффе.
После Октябрьской революции Я. Дорфман занимал различные должности в Совете Народного хозяйства Петрограда, однако в 1921 году он вернулся к учёбе на физико-механическом факультете ППИ, после окончания которого с 1925 года работал в Физико-техническом институте, возглавляемом академиком А. Ф. Иоффе. Вскоре он стал руководителем Магнитной лаборатории ФТИ. В 1930 году совместно с Я. И. Френкелем теоретически обосновал доменную структуру ферромагнетиков.
В 1951 году открыл диамагнитный резонанс (циклотронный резонанс). С 1945 по 1958 год заведовал кафедрой физики Ленинградского гидрометеорологического института.
С 1958 года работал во Всесоюзном институте научной и технической информации (ВИНИТИ), а с начала 1965 года и до конца жизни был заведующим сектором физики и химии Института истории естествознания и техники АН СССР.

## Труды
Книги
- Дорфман Я. Г. Магнитные свойства атомного ядра. М.: Издательство: Гостехиздат, 1948. Серия: Современные проблемы физики.
- Дорфман Я. Г. Лавуазье. М.—Л.: Издательство: АН СССР, 1948. Серия: Современные проблемы физики.
- Дорфман Я. Г. Диамагнетизм и химическая связь. М.: Издательство: Физматлит, 1961. Серия: Современные проблемы физики.
- Дорфман Я. Г. Магнитные свойства и строение вещества. — М.: ЛКИ, 2010. — 378 с. — (Физико-математическое наследие: физика (астрономия)). — ISBN 978-5-382-01189-9.
- Дорфман Я. Г. Всемирная история физики. С древнейших времён до конца XVIII века. — Изд. 3-е. — М.: ЛКИ, 2010. — 352 с. — ISBN 978-5-382-01091-5.
- Дорфман Я. Г. Всемирная история физики. С начала XIX до середины XX века. — Изд. 3-е. — М.: ЛКИ, 2011. — 317 с. — ISBN 978-5-382-01277-3.

Статьи в журнале «Успехи физических наук»
Более полный список см. в некрологе.
- Новые результаты изучения физики Платона. 103 772–773 (1971)
- Жизнь и физические открытия Торричелли. 66 653–669 (1958)
- Опыты и наблюдения над электричеством. 63 859–860 (1957)
- По поводу термина «циклотронный резонанс». 61 133—134 (1957)
- По поводу статьи В. И. Лебедева. 44 (6) (1951)
- Проблема сильных магнитных полей и работы П. Л. Капицы. 9 79–91 (1929)
- (совместно с К. В. Григоровым) Магнитный анализ изделий. 8 620–645 (1928)